# Eerste Praagse Defenestratie
De Eerste Praagse Defenestratie is een gebeurtenis op 30 juli 1419, waarbij zeven leden van het stadsbestuur van de Praagse Nieuwe Stad gedood werden door hen uit het raam van het stadhuis te gooien (een defenestratie). Het was aanleiding tot de Hussitische Oorlogen.

## Geschiedenis
Jan Želivský, een priester van de kerk van Maria ter Sneeuw en aanhanger van Jan Hus, leidde zijn congregatie in een processie door de straten van Praag naar het stadhuis, Novoměstská radnice, aan het Karelsplein. Het stadsbestuur had geweigerd om enkele Hussitische gevangenen vrij te laten en een anti-Hussiet gooide een steen naar een van de betogers. De menigte werd woedend en een aantal bestormde het stadhuis en gooide de aanwezige leden van het stadsbestuur uit het raam, op de speren van de wachtende menigte beneden.
De processie was een uiting van de groeiende onvrede die de Tsjechen hadden met de ongelijkheid tussen de boerenbevolking en de kerk, de kerkbestuurders en de adel. Deze onvrede kwam op een moment dat er ook nationalistische gevoelens opkwamen. De invloed van 'radicale' priesters zoals Jan Želivský groeide snel. Deze predikers zagen in de toenmalige Katholieke Kerk een corrupte uitwas van het christelijk geloof. Ze riepen hun volgelingen op tot verzet, tot en met het opnemen van de wapens tegen de heersende klassen.
De Eerste Defenestratie was een omslagpunt van woorden naar daden en was de directe aanleiding tot de Hussitische Oorlogen. Deze braken kort na deze gebeurtenis uit en duurden tot 1436.